# Saison 1 de The Cleveland Show
Chronologie
Saison 2
La première saison de The Cleveland Show a été diffusée pour la première fois aux États-Unis sur la Fox entre le 27 septembre 2009 et le 23 mai 2010.
En France, elle est diffusée entre le 8 et le 16 avril 2011 sur France Ô.

## Épisodes
| No. | #  | Titre                                                                  | Réalisation                  | Scénario                                     | Date de diffusion | Date de diffusion | Audience |
| --- | -- | ---------------------------------------------------------------------- | ---------------------------- | -------------------------------------------- | ----------------- | ----------------- | -------- |
| 1   | 1  | De retour dans le sud Pilot                                            | Anthony Lioi                 | Seth MacFarlane, Richard Appel et Mike Henry | 27 septembre 2009 | 8 avril 2011      | 9,42     |
|     |    |                                                                        |                              |                                              |                   |                   |          |
| 2   | 2  | Un beau-père plein de surprises Da Doggone Daddy-Daughter Dinner Dance | Chuck Klein                  | Julius Sharpe                                | 4 octobre 2009    | 8 avril 2011      | 8,70     |
|     |    |                                                                        |                              |                                              |                   |                   |          |
| 3   | 3  | À la recherche de nouveaux amis The One About Friends                  | Oreste Canestrelli           | Jonathan Green et Gabe Miller                | 11 octobre 2009   | 8 avril 2011      | 7,78     |
|     |    |                                                                        |                              |                                              |                   |                   |          |
| 4   | 4  | Un nouveau job pour Cleveland Birth of a Salesman                      | Chris Graham et Anthony Lioi | Kirker Butler                                | 18 octobre 2009   | 8 avril 2011      | 7,75     |
|     |    |                                                                        |                              |                                              |                   |                   |          |
| 5   | 5  | Le Gage de puberté Cleveland Jr.'s Cherry Bomb                         | Mike L. Mayfield             | Aseem Batra                                  | 8 novembre 2009   | 8 avril 2011      | 6,28     |
|     |    |                                                                        |                              |                                              |                   |                   |          |
| 6   | 6  | Les Copines Ladies' Night                                              | Justin Ridge                 | Clarence Livingston                          | 15 novembre 2009  | 9 avril 2011      | 7,01     |
|     |    |                                                                        |                              |                                              |                   |                   |          |
| 7   | 7  | Un Thanksgiving détonnant A Brown Thanksgiving                         | Chuck Klein et Matt Engstrom | Matt Murray                                  | 22 novembre 2009  | 9 avril 2011      | 6,53     |
|     |    |                                                                        |                              |                                              |                   |                   |          |
| 8   | 8  | Un lit très convoité From Bed to Worse                                 | Anthony Agrusa               | Teri Schaffer et Raynelle Swilling           | 29 novembre 2009  | 9 avril 2011      | 7,20     |
|     |    |                                                                        |                              |                                              |                   |                   |          |
| 9   | 9  | Un bobard pour Noël A Cleveland Brown Christmas                        | Oreste Canestrelli           | Jonathan Green et Gabe Miller                | 13 décembre 2009  | 9 avril 2011      | 6,52     |
|     |    |                                                                        |                              |                                              |                   |                   |          |
| 10  | 10 | À chacun ses rêves Field of Streams                                    | Ian Graham                   | Aaron Lee                                    | 3 janvier 2010    | 9 avril 2011      | 6,96     |
|     |    |                                                                        |                              |                                              |                   |                   |          |
| 11  | 11 | Amour, Gloire et Bourrelets Love Rollercoaster                         | Ron Rubio                    | Kirker Butler                                | 10 janvier 2010   | 9 avril 2011      | 8,54     |
|     |    |                                                                        |                              |                                              |                   |                   |          |
| 12  | 12 | Le Gang Our Gang                                                       | Anthony Argusa               | Aaron Lee                                    | 31 janvier 2010   | 9 avril 2011      | 4,53     |
|     |    |                                                                        |                              |                                              |                   |                   |          |
| 13  | 13 | Chignon et Gnons Buried Pleasure                                       | Ian Graham                   | Julius Sharpe                                | 14 février 2010   | 9 avril 2011      | 4,85     |
|     |    |                                                                        |                              |                                              |                   |                   |          |
| 14  | 14 | Le Mauvais Fils The Curious Case of Jr. Working at The Stool           | Justin Ridge                 | Kevin Biggins et Travis Bowe                 | 21 février 2010   | 9 avril 2011      | 5,60     |
|     |    |                                                                        |                              |                                              |                   |                   |          |
| 15  | 15 | Lune de fiel à New-York Once Upon a Tyne in New York                   | Mike L. Mayfield             | Aaron Lee                                    | 21 mars 2010      | 9 avril 2011      | 5,04     |
|     |    |                                                                        |                              |                                              |                   |                   |          |
| 16  | 16 | La ville dont vous êtes le héros The Brown Knight                      | Matt Engstrom                | Aseem Batra                                  | 28 mars 2010      | 15 avril 2011     | 5,64     |
|     |    |                                                                        |                              |                                              |                   |                   |          |
| 17  | 17 | Autant en emporte le vent Gone With the Wind                           | Ron Rubio                    | Bill Oakley                                  | 11 avril 2010     | 15 avril 2011     | 5,45     |
|     |    |                                                                        |                              |                                              |                   |                   |          |
| 18  | 18 | Une fille, deux garçons, zéro possibilité Brotherly Love               | Anthony Agrusa               | Justin Heimberg                              | 2 mai 2010        | 15 avril 2011     | 5,28     |
|     |    |                                                                        |                              |                                              |                   |                   |          |
| 19  | 19 | Le Mois de l'histoire des noirs Brown History Month                    | Ian Graham                   | Matt Murray                                  | 9 mai 2010        | 15 avril 2011     | 5,28     |
|     |    |                                                                        |                              |                                              |                   |                   |          |
| 20  | 20 | Drôles de dames Cleveland's Angels                                     | Oreste Canestrelli           | Clarence Livingston                          | 16 mai 2010       | 15 avril 2011     | 5,78     |
|     |    |                                                                        |                              |                                              |                   |                   |          |
| 21  | 21 | Affaires de famille You're the Best Man, Cleveland Brown               | Justin Ridge                 | Kirker Butler                                | 23 mai 2010       | 16 avril 2011     | 4,91     |
|     |    |                                                                        |                              |                                              |                   |                   |          |